# 普魯士
普鲁士（德語：Preußen；拉丁語：或），是一個已不存在的欧洲国家，位於波罗的海周邊的德意志地區，長時間作為獨立國家存在，該地區的所有国在歷史上曾發生了數次重大变動。
普鲁士这个名字来源于定居于此的古普鲁士人。在13世纪，条顿骑士团這個由神圣罗马帝国的组织的北方十字军征服了古普魯士人所居住的土地，並於1308年定居在了但泽和波美雷利亚地区。條頓騎士團作為一個修道院国家，通过引入移民來实现天主教化，這些移民主要來自德國的中部和西部，从而導致大部份古普魯士北部的地區漸漸的德意志化；在南部，普鲁士則更多的受到马索维亚移民的同化，因為這些移民來自於波蘭，所以普魯士南部具有波兰化的特征。在此之後，條頓騎士團在和波兰-立陶宛的战争中实力不断减损，最終於1466年的《第二次托伦和约》中對波兰-立陶宛宣誓效忠，普魯士的東部從此变成了波兰的一个省（即皇家普鲁士）；而西部从1525年起成立了半獨立的普鲁士公国，直到1657年《韦劳条约》為止都是波兰王室的封臣。1618年，布蘭登堡選帝侯约翰·西吉斯蒙德繼承其岳父普魯士公爵阿爾布雷希特·腓特烈的領地，建立布蘭登堡-普魯士。1640年大選侯腓特烈·威廉即位後，在三十年戰爭期間遭到重創的普魯士逐漸成為德意志的強邦之一，於1673年對法宣戰並進攻法國，但被法軍將領蒂雷納子爵逼和。1674年，普魯士與瑞典爆發戰爭，在數年的交戰後擊敗瑞典，打下該國於1701年升格为王国的基礎。
普鲁士在成为一个王国不久后就逐步迈入了歐洲列強的行列，並於18世纪和19世纪的屢次戰爭中迅速崛起。在腓特烈大帝（1740-1786）统治时期，普魯士王國在三次西里西亚战争中获胜，對欧洲事务開始擁有影响力。在拿破仑战爭后，在重新绘制欧洲政治版图的维也纳会议上，普鲁士王國获得了大量德意志地區的领土，其中包括富含煤炭的鲁尔区。随后普鲁士便在政治和经济和上迅猛增长，并于1867年建立以自己为核心的北德意志邦联。北德在1871年和南德各邦一同戰胜了强敌法国，在高涨的民族主义浪潮之下，普鲁士国王加冕成为德意志皇帝，讓德意志民族第一次統一為單民族國家，即德意志帝国。由于普鲁士的核心地位，其首府柏林也成為整個德意志帝国的首都。同时，容克和其他普鲁士精英的國家认同逐漸以“德国人”為主，而越来越少的自認为是“普鲁士人”。
普魯士王国与德意志帝國境內的君主國們，因為德国革命而於1918年全部退位。在魏玛共和国的共和制之內，普鲁士自由邦取代了舊王国，在1932年弗朗茨·冯·帕彭领导的普魯士政變之后，自由邦失去了大多數法律和政治的权力，從此以後就需要聽從德國中央政府的命令。随后普魯士自由邦又在1935年被纳粹德国切割成數個大区。尽管如此，一些普鲁士政府部门仍保留下来，赫尔曼·戈林继续担任普鲁士总理和内政部长直到二战结束。1945年之后，波兰和苏联各自吞并了普鲁士在奥德-尼斯河以东的所有领土，在1950年之前兩國驱逐了大部分德国居民，此後普鲁士和德國就永久的失去了東部領土，以及居住於此的绝大部分德意志人。普鲁士被二戰戰勝國的盟军认为是军国主义和反动主義的发源地，是二战罪责的主要承担者，因此被英国首相丘吉尔称为“万恶之源”。在1947年，盟军完全废除普魯士的名稱和省份區劃，普鲁士作为一个政治实体至此不复存在。不過普鲁士的前东部领土的歸屬在冷戰期間一直存在争议。西德政府和德国保守派認為是《波茨坦协定》强加於德国身上的條款，所以始终予以否认，直到1990年的两德统一前所签订的《最終解決德國問題條約》中才正式於官方文件中承認放弃這些领土。不過，德国的极右翼政客、被逐者联邦和各种政治修正主义者並不承認西德政府所發表的聲明，導致領土收復主義在現今的德國政壇也成為熱門话题之一。
普鲁士这个词经常被使用，特别是在德国以外的地方。一般該詞會强调东易北河地区的、容克贵族阶级的“专业精神、侵略性、军国主义、保守主义”，這些容克階級因為统治了普鲁士的政治，而将这四個特点擴展到了整个德意志帝国。

## 象征
普鲁士的主要国徽和普鲁士国旗描绘了白色背景上的一只黑鹰。条顿骑士团和霍亨索伦王朝已经使用了黑色和白色的民族色彩。条顿骑士团穿着一件白色外套，上面绣着一个带有金色嵌件和黑色帝国鹰的黑色十字架。黑色和白色与自由城市不来梅、汉堡和吕贝克以及勃兰登堡的白色和红色汉萨同盟色彩相结合，形成了北德邦联的黑白红商业旗帜，成为1871年德意志帝国的旗帜。
Suum cuique（“人皆得偿所愿”）是腓特烈一世国王于1701年创立的黑鹰勋章的座右铭，经常与整个普鲁士联系在一起。铁十字勋章是腓特烈·威廉三世国王于1813年创建的军事装饰，通常也与该国联系在一起。该地区最初居住着被基督教化的波罗的海古普鲁士人、移民的德国人、以及边境地区的波兰人和立陶宛人。

## 历史

### 条顿骑士团
1211年，匈牙利国王安德鲁二世将特兰西瓦尼亚的布尔岑兰授予条顿骑士团的封地，条顿骑士团是德国十字军骑士的军事组织，总部设在耶路撒冷王国的阿克里。1225年，他驱逐了他们，他们将业务转移到波罗的海地区。1219年和1222年，波兰马索维亚公爵康拉德一世试图在十字军东征中征服异教普鲁士，但未成功。1226年，康拉德公爵邀请条顿骑士团征服其边界上的波罗的海普鲁士部落。
在与古普鲁士人的60年斗争中，骑士团建立了一个独立的国家来控制普鲁士。在1237年利沃尼亚宝剑骑士团加入条顿骑士团后，骑士团还控制了利沃尼亚（现在的拉脱维亚和爱沙尼亚）。大约在1252年，他们完成了对斯卡尔维亚人最北端普鲁士部落以及波罗的海库尔斯西部的征服，并建造了梅梅尔城堡，该城堡发展成为主要的港口城市梅梅尔（克莱佩达）。1422年，《梅尔诺条约》确定了普鲁士与毗邻的立陶宛大公国之间的最终边界。
汉萨同盟于1356年在北欧正式成立，是一组贸易城市。这个联盟垄断了所有离开欧洲和斯堪的纳维亚内陆的贸易，以及所有在波罗的海为外国进行的航行贸易。瑞典、丹麦和波兰内陆的商人开始感受到汉萨同盟的压迫。
在东向移民运动过程中，普鲁士的领导人邀请了定居者，带来了德国东部边界的民族构成以及语言、文化和法律的变化。由于这些定居者中的大多数是德国人，低地德语成为主要语言。
条顿骑士团的骑士隶属于教皇和皇帝。在1308年征服波兰控制的波美瑞利亚和但泽（格但斯克）后，他们最初与波兰王室的密切关系恶化。最终，波兰和立陶宛通过克雷沃联盟（1385年）结盟，在1410年的第一次坦能堡战役中击败了骑士团。
十三年战争（1454-1466）开始于普鲁士联邦——普鲁士西部汉萨同盟城市的联盟——反抗骑士团并请求波兰国王卡西米尔四世·雅盖隆的帮助。条顿骑士团被迫在第二次索恩和约（1466年）中承认卡西米尔四世的主权并向其进贡，在此过程中将西普鲁士（皇家普鲁士）输给了波兰。根据《第二次索恩和约》，建立了两个普鲁士国家。 
在条顿骑士团的修道国时期，来自神圣罗马帝国的雇佣兵被骑士团授予土地，并逐渐形成了新的普鲁士贵族，容克从中演变为在普鲁士的军事化。

### 勃兰登堡興起

#### 與普魯士聯繫之開端
1512年，来自勃兰登堡霍亨索倫家族的阿尔布雷希特被选为条顿骑士团总团长，他是勃兰登堡选帝侯的近親。在馬丁·路德的影響下，1525年他宣布改信路德宗，从而切断与骑士团名义宗主罗马教廷的联系，随后宣布解散騎士團，改为普鲁士公国，阿尔布雷希特自任普鲁士公爵，成为臣服于波兰最高权力之下的世俗君主。
1618年，阿尔布雷希特之子阿尔布雷希特·腓特烈死后无子，普鲁士公国遂由其长女之夫、勃兰登堡选帝侯国的约翰·西吉斯蒙德（属霍亨索倫家族）继承，建立勃兰登堡-普鲁士公国。此举为霍亨索伦王朝日后发展奠定基础。

#### 反抗宗主國-波蘭
1640年繼位的勃蘭登堡選帝侯腓特烈·威廉在費爾貝林戰役中擊敗瑞典，從此號稱「大選帝侯」。三十年戰爭之後，布蘭登堡開始經營一支小型的軍隊。1655年第二次北方戰爭（瑞典-波兰战争）爆發，布蘭登堡一開始作為瑞典的盟友參戰，1660年波蘭戰敗，勃兰登堡大选帝侯腓特烈·威廉取消波兰对普鲁士的宗主权，從此布蘭登堡擁有東普魯士的完全主權，不用再向波蘭國王稱臣，腓特烈·威廉并建立起中央集权的政治制度。1672年，法荷戰爭和第三次英荷戰爭爆發。瑞典是英法的盟友，而勃蘭登堡軍隊則是神聖羅馬帝國軍隊中的一支。1688年「大選帝侯」腓特烈·威廉病死，傳位與子選帝侯腓特烈三世。

### 普鲁士王国

#### 腓特烈一世時代
18世紀初，勃兰登堡大选帝侯之子腓特烈三世（腓特烈·威廉之子）支持奥地利哈布斯堡王朝向法国波旁王朝宣战，借以换取国王級別的称号。1701年1月18日，腓特烈三世在柯尼斯堡創建新的國王稱號并加冕成为“在普鲁士的国王”腓特烈一世，并非直接稱之為『普魯士國王』。自此，普魯士作為一個王國才正式存在，并从此展开普鲁士王国兩百多年的侵略擴張史。

#### 腓特烈二世時代

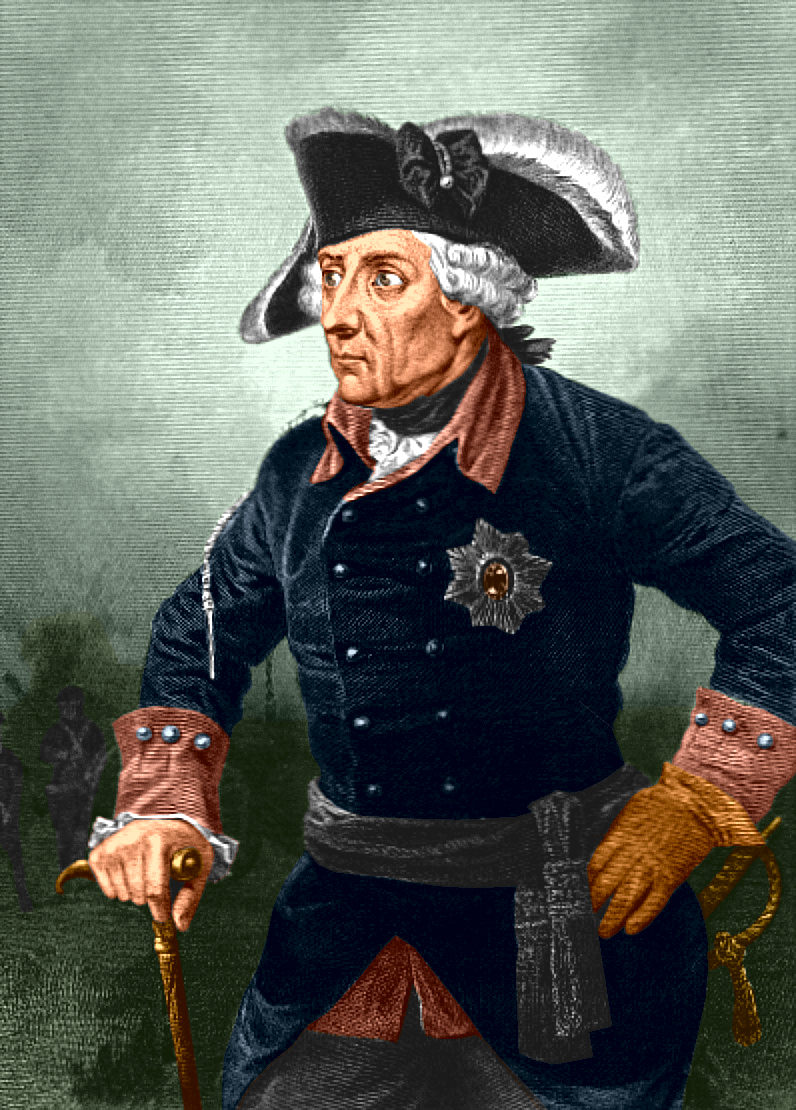
腓特烈二世

由于继承条顿骑士团的军事专制传统，普鲁士的军队向来以纪律严明、教育质素高而闻名于世，尤其是腓特烈二世以絕頂的好運著称。他在1740年继承王位、即位7个月之后即向壟斷神聖羅馬帝國的皇位的奧地利哈布斯堡进攻，目的在於奪取人口相當於整個普魯士王國、而且工農業極其發達、離普魯士最接近的西里西亚。从而引发奥地利王位继承战争（這場戰爭引起腓特烈二世和瑪麗婭·特蕾茜雅的世仇和日後依附於奧地利的外交策略）、第二次西里西亞戰爭和七年戰爭；後來甚至爲了連接東普魯士和西普魯士、不惜背上被人唾棄的駡名而和自己的敵人奧地利帝國和俄羅斯帝國聯手瓜分自己的宗主國波蘭立陶宛聯邦，史稱第一次瓜分波蘭。
通过一系列的侵略战争，腓特烈二世树立军事天才的个人威望、并将普鲁士变为一个國家军隊的一部份（非軍隊是國家機器的一部份）。但此時，腓特烈二世已步入晚年。奧地利雖然失去西里西亞，但因為有瓜分波蘭做的補償、所以元氣早已恢復；波蘭立陶宛聯邦雖遭到第一次瓜分，但核心領土未損、而且瓜分后新創立的軍政改革制度使她的軍隊比以前強大。爲了攻佔西里西亞、腓特烈二世已經消耗完今生大部份精力；雖然建立軍事天才的個人威望、但整個普魯士國家在歐洲的國際地位依然只是個次強，所以不得不在被普魯士侵略過領土的波蘭立陶宛和奧地利、這個兩個歐洲列強中爭取一方的和平和妥協；最後普魯士的歷代君主都選擇與奧地利共同進退的外交政策、直到俾斯麥的出現為止。
腓特烈二世同时还从伏尔泰那里接受啟蒙運動思想，改进司法和教育制度、鼓励宗教信仰自由、并扶植科学和艺术的发展。到1786年腓特烈二世去世时，普鲁士已经成为欧洲準列強之一（其行政机构的高效率和廉洁为欧洲之首）；但是國際地位仍然離法國和奧地利帝國這種傳統歐陸強國有很長一段距離。

#### 腓特烈·威廉二世

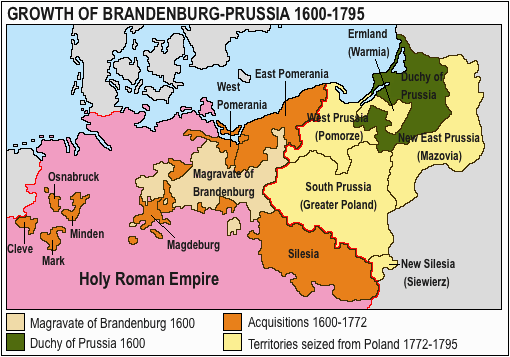
吞并波兰大量土地后的普魯士

腓特烈·威廉二世继承王位后、因為保持著向奧地利靠攏的外交策略，所以不再對奧地利的波西米亞有任何領土幻想；於是他推行強權政治，把侵略目標東進、聯合俄羅斯進行第二次瓜分波蘭，最後還主動向奧地利示好、邀請她參與第三次瓜分波蘭。瓜分波蘭后的普魯士王國中，波蘭人的人口就佔了一半，是名符其實的雙民族（半波蘭半普魯士）國家，也成為正式的列強；假使這個領土範圍一直保持到19世紀末和20世紀初，普魯士可能就會像奧匈帝國一樣不得不向從屬民族（在奧地利為匈牙利民族、在普魯士為波蘭民族）進行妥協、變為二元君主制。
但普魯士的命運並不是如此。她先后购买安斯巴赫侯国和拜罗伊特侯国；這兩個領土看似渺小且無關緊要，但這卻是的日後的普魯士在德國西部的落腳點和擴張的起點；普魯士爲了把東部的普魯士本土和西部的工商業發達地區連接起來絞盡腦汁、從側面推動普魯士自發主動的統一德國（而不是像奧地利那樣，雖然是德意志第一強國、但處處被動）。
法国大革命后，普鲁士因為受到奧地利和英國的邀請、参加反法同盟，結果大敗於法军，普魯士戰無不勝的神話消失一半；因此在1795年同意法国兼併莱茵河以西的德意志领土，而把莱茵河以東的德意志邦國納入自己的勢力範圍。表面上看來，半波蘭半普魯士的命運是不可逆轉的了；但是歷史卻偏向無法預料的方向。

#### 腓特烈·威廉三世
腓特烈·威廉三世（1797年即位）於1806年10月参加反法战争，随即在耶拿被拿破仑的擊潰，被迫逃往柯尼斯堡，這使得普魯士軍的神話徹底粉碎。1807年普鲁士和法国在涅曼河的提尔西特缔结和约，普鲁士割让16万平方公里土地，包括普属波兰的绝大部分领土（第二次、第三次瓜分波兰所得，以及第一次瓜分波兰所得领土的南半部），以及易北河以西的全部领土，并赔款1.3亿法郎。這一連串看似屈辱的條約，到日後反倒成為普魯士統一德國的基石；丟失大部份波蘭領土，不但讓普魯士沒有像奧地利一樣深陷多民族國家的深淵無法自拔、而且給她德國統一後的單一的、純粹的德意志民族。
1806年惨败后，普鲁士首相卡尔·施泰因开始推行改革，其措施包括：让公民参与政治以唤醒其民族主义情感、释放农奴、实行地方自治、改组中央政府机构。1809年在柏林创办腓特烈·威廉大学（柏林大学），同时格哈德·冯·沙恩霍斯特开始对普鲁士军队进行改革。此后普鲁士的爱国主义情绪高涨。1812年冬，拿破仑军队自俄国败退；普鲁士遂于次年再度参加反法同盟，于1813年3月17日对法国宣战。10月24日，俄奧普三国联军在布吕歇尔和格奈森瑙指挥下在莱比锡大败法军；1815年英军聯合三國聯軍在滑铁卢再度击败法军。
根据奧地利的梅特涅主導的维也纳会议；普鲁士僅僅在舊波蘭恢復5%（其餘劃給俄羅斯），但因為自己本身在德國西部有領土、所以得到默麦尔河到莱茵河的領土作為補償（居民大多是天主教徒）；成为德意志邦联内德语區居民最多的國家。奧地利的梅特涅雖然把普魯士的領土一切兩半、中間還有英王的直屬國漢諾威，加上自己奧地利本身就很龐大、還獲得大量北意大利和克羅地亞的領土；但其中德語區的奧地利部份只占奧地利帝國總面積的15%，日後龐大的奧地利帝國必定被錯綜複雜的民族關係給拖累。
俄羅斯獲得大部份波蘭、但也同時增加更多波蘭人獨立的隱患，原本一分為三的波蘭如今大部份在俄羅斯境內、重新整合的波蘭人自然會奮起獨立。與此同時，民族單一的普魯士就沒有那麼多問題；加上拿破崙戰爭後、被國際社會正式承認為欧洲列强之一（雖然是敬陪末座），在德意志的領導權已經和奧地利相差無幾（去除奧地利的傳統權威、實際上普魯士的影響力已經超過奧地利，只不過在當時人們還無法預見而已）。
不過這些影響力的發揮，都要等到1820年代中期，才漸漸現出端倪。當時歐洲首強——日不落帝國（大英帝國）改採光榮孤立的路線，逐漸切斷它和共主盟邦漢諾威的聯繫（後來更因為1837年維多利亞女王的登基而完全分離），於是在1828年普魯士開始和其他的德意志邦國籌組關稅同盟，終於在1834年有德意志關稅同盟的出現；當初奧相梅特涅設想讓漢諾威切斷普魯士東西聯繫的計畫，隨著1851年漢諾威加入德意志關稅同盟而宣告瓦解。

### 統一德國之路

#### 俾斯麥時代

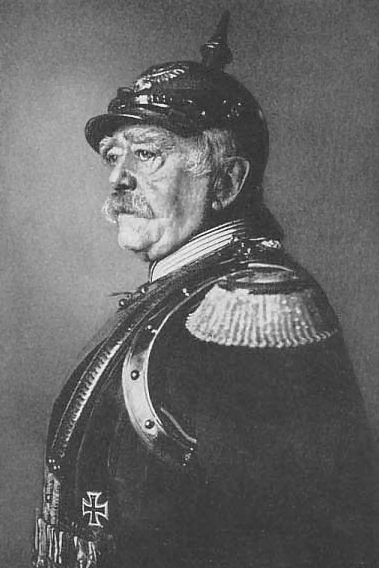
铁血宰相俾斯麦

1834年，普鲁士在德意志地区建立德意志关税同盟，除奥地利和汉堡外，全部德意志邦国都加入该同盟。
1848年，欧洲革命期间，普王腓特烈·威廉四世宣布成立“自由派政府”。召开制宪会议，并拒绝接受德意志國民议会奉上的“德意志皇帝”称号與憲法，打算趁奧地利忙於撲滅革命的空檔，強迫多數諸邦國奉其為聯盟共主。
1850年，腓特烈·威廉四世在俄、奧的武力恫嚇下，放棄稱霸的計畫，乖順地回到德意志邦联之內。
1853年，克里米亞戰爭爆發，維持將近五十年的俄奧聯盟瓦解，雙方反目成仇；加上1852年由拿破崙三世成立的法蘭西第二帝國，特別敵視奧地利並處心積慮要給予打擊，於是在普魯士眼前，突然出現一個可以自由揮灑的國際空間。
1857年，腓特烈·威廉四世患上精神病，以其弟威廉担任摄政王。
1861年，腓特烈·威廉四世逝世，摄政王即位，称威廉一世。
1862年，他因军事改革所需预算及税收问题与国会发生冲突，本拟退位，但在前驻法大使俾斯麦的建议下收回成命。俾斯麦表示支持军事改革，并称若任命他担任首相，他将不惜一切强行推行陆军改革和新兵役制度。9月22日，威廉一世任命俾斯麦担任首相。
俾斯麦上台后，即着手策划德意志统一大业。俾斯麦主张建立将奥地利排除在外的“小德意志”。普鲁士在1864年和1866年先后在普丹战争中击败丹麦和在普奥战争中击败奥地利，并在1870年领导北德意志邦联及南方的德意志诸邦，在普法戰爭中擊败法国。威廉一世于1871年1月18日（即普鲁士王国成立170周年纪念日）在法国凡尔赛宫镜廳登基，成为德意志帝国的皇帝，宣布建立以普鲁士王国为首的德意志帝国。
由于普鲁士拥有德意志帝国近七成的人口和六成的领土，并且在军事、经济、工业等方面远远超过帝国内其他歐洲王国、公国，因此德意志帝国成为普鲁士王国的扩大版。各邦国享有内政和财政的自治，但将外交、军事（巴伐利亚除外）、海关等权力交给德意志帝国中央政府。普鲁士历史从此并入德意志帝国历史。

#### 威廉二世的德意志帝國時代
1888年，威廉一世之子腓特烈三世在位99天就去世，威廉二世登基成为第三位德意志皇帝。所謂“功高蓋主”，威廉二世登基後第一件事就是罷黜俾斯麥這個統一德國、但權力卻淩駕於皇帝之上的宰相。雖然威廉二世在開疆擴土和外交上不及俾斯麥的老謀深算，但在內政和殖民上卻遠超他的前宰相。德意志帝國境內的舊容克貴族、新興的資產階級、平民、工人、新教徒、天主教徒、猶太人、波蘭人第一次被完整的聯合在一起。因為他的海外殖民政策和對俄國態度的急轉直下幾乎團結之前反抗帝國統治的所有異議者；不但如此，而且威廉二世善於運用『大日耳曼主義』、『大海軍主義』、『陽光下的地盤』等足夠能鼓動人心的口號來向所有德意志人民和國內非日耳曼人開了一張令人嚮往的空頭支票。所有人都相信自己國家的未來一片美好，但卻忽視了嚴酷的外交，最終這個曾經用了3年就統一全德意志的帝國、只走了47年就悄然從歷史的舞臺上退場。
德意志帝國的致命傷是她貧乏且不計後果的外交策略，德國位於歐洲的中央、又因為普法戰爭中給法國人帶來難以磨滅的羞辱，導致她的外交政策必定將『圍堵法國』作為最優先的考量；而且，德國已經與一個強大的鄰國發生矛盾、不想再另加新的敵人，所以都不得不在各種外交場合支持與自己領土接壤最多的奧匈帝國，以此換取奧國不和法國結盟的可能；俄羅斯帝國原本是普魯士忠實的盟友，但是接連遭到德·奧兩國在外交上的背叛，以至於破天荒和英國與世仇法國重新交好。德意志帝國一建立，就註定她的外交失敗、也註定她的命運必定和奧匈緊緊地綁在一起；僅因為奧匈這個“活躍的配角”而深陷外交孤立和資源短缺無法自拔、還和她的盟友一起掉入國內各種起義和革命的深淵、最後被名為一戰的車輪碾得粉碎。
1918年11月7日，巴伐利亚发生革命，其国王退位。柏林旋即爆发革命，要求德皇退位。其时威廉二世在比利时斯巴的德军大本营亲自指挥作战，得知发生革命后，试图仅放弃德意志皇帝头衔，而保留普鲁士国王称号，但陆军统帅兴登堡劝其彻底退位。为避免发生更大变乱，德国总理马克斯·冯·巴登亲王于11月9日午前宣布德皇已经退位，并于同日将首相职务移交德国社会民主党领袖弗里德里希·艾伯特。
威廉二世流亡荷兰，德意志帝国及普鲁士王国灭亡。11月11日，德国向協約國投降。

### 普鲁士自由邦
由于柏林发生斯巴达克团与社会民主党临时政府之间的内战，1919年，艾伯特在魏玛召开国民议会，于2月10日通过《德意志共和国临时约法》，即魏玛宪法。根据魏玛宪法，普鲁士成为德国的一个邦，即“普鲁士自由邦”，实行地方自治，其领土即原普鲁士王国的疆域。但凡尔赛条约将原普鲁士王国的西普鲁士省、波森省和上西里西亚省的一部分割让给波兰，东普鲁士的默麦尔割让给立陶宛，莱茵兰的南部地区成立萨尔区，石勒苏益格北部归还丹麦。
1920年代，普鲁士自由邦政府多由德国社会民主党和天主教中央党领导。1932年，纳粹党在德国国会和普鲁士邦选举中取得优势，赫尔曼·戈林成为德国国会议长以及普鲁士邦议长，并掌握普鲁士内政部和警察。1933年1月30日纳粹党上台执政，随后废除德国的地方自治制度，普鲁士宪法被废除，邦议会和立法机构被解散，仅保留行政单位。

### 最终取缔
第二次世界大战中，同盟国和苏联的领导人经过多次会议，达成共识，即普鲁士是德国军国主义的发源地、德国军官团和容克贵族的大本营，是德国专制思想及侵略思想的策源地，必须予以消灭。美国总统罗斯福在德黑兰会议上曾表示“普鲁士要让其尽可能地缩小和削弱”，丘吉尔则认为“普鲁士——这个德国军国主义的罪恶核心必须同德国的其余部分分离开来”。雅尔塔会议和波茨坦会议确立将奥得河—尼斯河以东并入波兰和苏联，以及在战后的德国废除普鲁士建制的原则性意见。
1947年2月25日，同盟国对德军事管制最高委员会颁布法案第46号，普鲁士被正式宣布取消建制。原普鲁士邦领土分别被并入波兰和苏联，以及英、法、美、苏四国占领区。原普鲁士邦政府的财产由盟国和苏联共同瓜分。
1949年德意志民主共和国成立后，在其境内的原普鲁士领土上建立勃兰登堡、萨克森-安哈尔特两个州，以及梅克伦堡-西波美拉尼亚州的东半部（1952年民主德国废除州级建制，改设专区）。在德意志联邦共和国，在原普鲁士领土上成立的州包括北莱茵-威斯特法伦州和石勒苏益格-荷尔斯泰因州。此外，下萨克森州、莱茵兰-普法尔茨州、黑森州、巴登-符滕堡州和萨尔州内都有原普鲁士王国和普鲁士邦领土。在被并入波兰和苏联的普鲁士领土上，德意志族居民已经被全部驱逐。

## 领土变迁
在被废除之前，普鲁士自由邦的领土包括东普鲁士、西普鲁士、勃兰登堡、萨克森（包括现今萨克森-安哈尔特州的大部分地区和图林根州的部分地区）、前后波美拉尼亚、莱茵兰、威斯特伐利亚、上下西里西亚（不包括奥地利西里西亚）、石勒苏益格-荷尔斯泰因、汉诺威、黑森-拿骚，在南部士瓦本地区有一块飞地，称霍亨索伦，即普鲁士统治家族霍亨索伦家族的祖地。条顿骑士团占领的土地平坦，土地肥沃。该地区非常适合大规模种植小麦。早期普鲁士的崛起是基于小麦的种植和销售。条顿普鲁士被称为“西欧的面包篮”（德语：Kornkammer）。波美拉尼亚的施特拉尔松德、斯德丁、科尔贝格、西普鲁士的但泽、东普鲁士的柯尼斯堡和梅梅尔、利沃尼亚的里加等港口城市都在小麦生产的支持下崛起。从1356年汉萨同盟正式成立到大约1500年同盟衰落期间，小麦生产和贸易使普鲁士与汉萨同盟关系密切。基于与汉萨同盟的联系，普鲁士的扩张将波兰和立陶宛从波罗的海沿岸和对外贸易切断。这意味着波兰和立陶宛将是普鲁士的传统敌人。

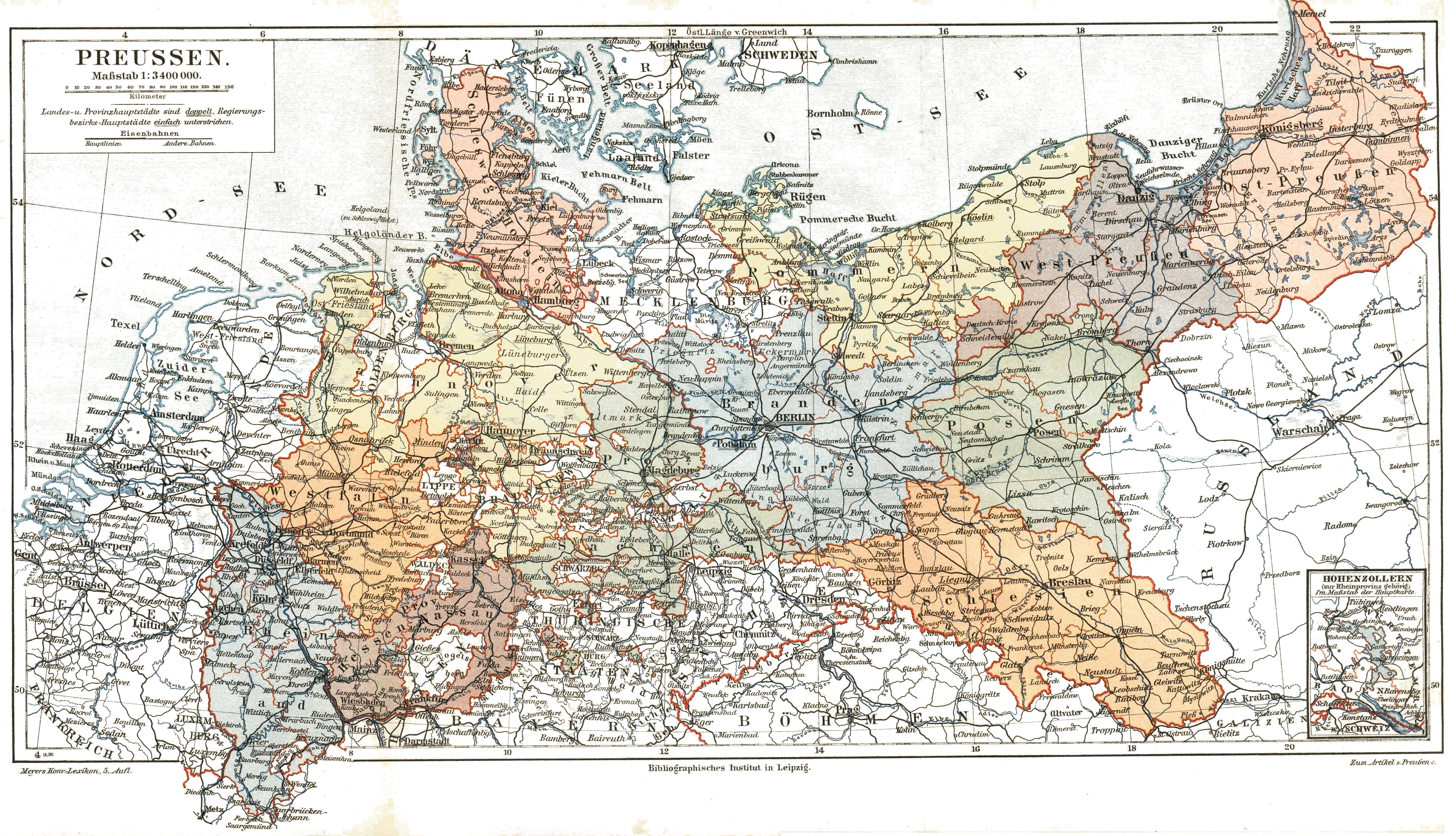
普鲁士疆域

古代普鲁士地区仅包括今日立陶宛以南、波兰东北部维斯瓦河河口以西、以但泽为中心的西普鲁士地区，以及俄罗斯加里宁格勒原东普鲁士地区的领土。1295年占据普鲁士的条顿骑士团购买波美拉尼亚和但泽地区。1308年自勃兰登堡选帝侯手中购买诺伊马克地区，普鲁士同神圣罗马帝国本土接壤。15世纪时将但泽和西普鲁士割让给波兰。
1618年普鲁士公国并入勃兰登堡选侯国，至1701年普鲁士王国成立的时候，其领土以普鲁士王国的首都柏林为中心，包括勃兰登堡、波美拉尼亚、诺伊马克和阿尔特马克，以及德意志南部的霍亨索伦-西格马林根地区。18世纪时，普鲁士先后从瑞典、波兰和奥地利获得前波美拉尼亚、波森、西里西亚等地区。三次瓜分波兰后，普鲁士获得新东普鲁士、南普鲁士、但泽、托伦、以及波兰王国的西部和中部，包括华沙周边地区。1806年普鲁士败于拿破仑后，签署提尔西特条约，被迫割让波兰地区，法国在此建立了华沙公国。拿破仑战败后，在1815年维也纳会议上，普鲁士失去了拜罗伊特、安斯巴赫、纳沙泰尔（後加入瑞士）、东弗里斯兰、希尔德斯海姆等领地，华沙大公国除西部以波森为中心的一小块领土外都被俄国吞并。作为补偿，普鲁士获得了萨克森王国五分之二的领土，以及德意志西部的汉诺威、明斯特主教区、莱茵河东西两岸的威斯特伐利亚和莱茵兰、以及萨尔路易、萨尔布吕肯等领土。
19世纪，普鲁士经过王朝战争和外交手段，又先后兼并汉诺威、石勒苏益格、荷尔斯泰因、法兰克福等王国、公国和自由市。到1871年德意志帝国成立时，普鲁士王国已经拥有22个省，包含南德四邦（巴伐利亚、黑森、巴登、符腾堡）以外的大部分现今德国领土与现在波兰的西部及北部。
第一次世界大战後，原属普鲁士王国的波森省、西普鲁士割让给波兰，但泽被迫成为国际联盟托管下的自由市，梅梅爾地区割让给立陶宛，北石勒苏益格归还丹麦，莱茵兰地区南端被并入萨尔区，同时被法国强制占领。第二次世界大战后，根据盟军定下的奥德河-尼斯河线，界线以东的东普鲁士、西里西亚及波美拉尼亚被并入苏联及波兰人民共和国；普鲁士的西部地区并入西德，中部并入东德，地理意义上成建制的普鲁士已不复存在。而在1947年2月25日，占領德國的盟軍管制委員會頒布第46號暫行法，宣布「普魯士國中央政府及附屬各級機關即日起解散」，普鲁士被彻底废除。

## 教育文化
普鲁士王国除了建军武备，完成德国统一大业外，在文化教育上的贡献也被后人所称道。贯彻民族主义教育。米拉波曾經說過：“其他国家都是擁有軍隊的國家，但普魯士是個擁有國家的軍隊。”
1717年，普鲁士王国开始实施义务国民教育，是全世界第一个实施义务教育的国家，也为往后普鲁士高素质的军队奠定扎实的基础。1809年威廉·冯·洪堡出任普鲁士最高教育长官后，开始改革普鲁士的教育制度，更成为德国后来二百年的科学、技术、文化发展的基石。1810年成立的柏林大学，则是第一所新制大学，更影响世界各国十九世纪的高等教育发展。

### 引用
1. ↑  Fischer, Michael; Senkel, Christian. Klaus Tanner , 编. . Münster: Waxmann Verlag. 2010.
2. ↑  . tacitus.nu.   [2023-08-07]. （原始内容存档于2017-12-26）.
3. ↑  Janusz Małłek: Die Ständerepräsentation im Deutschordensstaat (1466–1525) und im Herzogtum Preußen (1525–1566/68). In: Hartmut Boockmann: Die Anfänge der ständischen Vertretungen in Preußen und seinen Nachbarländern. Verlag Oldenbourg, München 1992, ISBN 3-486-55840-4, S. 101.
4. ↑  Vesna Danilovic, When the Stakes Are High—Deterrence and Conflict among Major Powers, (University of Michigan Press, 2002), pp 27, 225–228.
5. ↑  H. M. Scott, "Aping the Great Powers: Frederick the Great and the Defence of Prussia's International Position 1763–86", German History 12#3 (1994) pp. 286–307 online
6. ↑  Georg Franz-Willing: Der große Konflikt: Kulturkampf in Preußen. In: Otto Büsch, Wolfgang Neugebauer (Hrsg.): Moderne Preußische Geschichte. Band 3, S. 1395 ff.
7. ↑  Christopher Clark: Preußen. Aufstieg und Niedergang. 1600–1947. BpB, Bonn 2007, S. 534.
8. ↑  Herfried Münkler: dradio.de （页面存档备份，存于）
9. ↑  . 人民网. 2003-01-24  [2022-02-19]. （原始内容存档于2014-11-14）.
10. ↑  Karl A. Schleunes, "Enlightenment, reform, reaction: the schooling revolution in Prussia." Central European History 12.4 (1979): 315-342 online （页面存档备份，存于）.
11. ↑  Charles E. McClelland, State, society, and university in Germany: 1700-1914 (1980).